# Giżyn (Mazovie)
Pour les articles homonymes, voir Giżyn.
Giżyn (prononciation : [ˈɡiʐɨn]) est un village polonais de la gmina de Strzegowo dans le powiat de Mława de la voïvodie de Mazovie dans le centre-est de la Pologne.

## Histoire
De 1975 à 1998, le village appartenait administrativement à la voïvodie de Ciechanów.